# Neorientovaný graf

Neorientovaný graf o 5 uzlech

Neorientovaný graf se v teorii grafů označuje takový graf, jehož hrany jsou dvouprvkové množiny. Oproti tomu hrany orientovaného grafu jsou uspořádané dvojice. Hrany neorientovaného grafu nemají danou orientaci. Tudíž výrazy (x, y) a (y, x) označují stejnou hranu.
Formálně je neorientovaný graf uspořádaná trojice {\displaystyle G=<H,U,\rho >}. Prvky množiny {\displaystyle H} jsou hranami grafu. Prvky množiny {\displaystyle U} jsou uzly grafu. Zobrazení {\displaystyle \rho } je incidencí grafu G. Incidence {\displaystyle \rho } přiřazuje hranu ke dvojici uzlů.